# Dolichoderus armstrongi
Dolichoderus armstrongi é uma espécie de formiga do gênero Dolichoderus.